# センナケリブの年代記
本項ではアッシリアの王センナケリブが残した年代記（センナケリブの年代記）について解説する。彼の年代記が刻まれた考古学的遺物は複数発見されており、3つの粘土角柱に最終の版となる同一の文章が刻まれている。3つの角柱はそれぞれ大英博物館（テイラーの角柱、Taylor Prism）、シカゴ大学東洋研究所博物館（東洋研究所の角柱、Oriental Institute Prism）、イェルサレムのイスラエル博物館（イェルサレムの角柱、Jerusalem Prism）に収蔵されている。このうちテイラーの角柱は楔形文字が解読される数年前に発見され、現代考古学によって分析された最初期の楔形文字文書の1つとなった。
この年代記はヒゼキヤ王時代のイェルサレム市に対するセンナケリブの包囲についての記述によって有名である。この出来事は『旧約聖書』の『イザヤ書』（第36章および第37章）、『列王記』（下、第18章17）、『歴代誌』（第32章9）など、複数の聖書史料に記録が残されている。またセンナケリブによる侵攻はヘロドトスによっても言及されている。ただし彼はユダヤには言及しておらず、この侵攻がナイルデルタの東端にあるペルシウムで終わったと述べている。

## 概要と発見
センナケリブの年代記の最終版は楔形文字（アッカド語）で記述されており6つの段落がある。年代記が記された角柱は六角形で、赤い焼成粘土で作られており、高さは38.0センチメートル、幅は14.0センチメートルで、制作されたのはセンナケリブ治世下の前689年（シカゴ）および前691年（ロンドン、イェルサレム）である。
テイラーの角柱はロバート・テイラー大佐（Colonel Robert Taylor、1790年-1852年）によって1830年にニネヴェで発見されたと考えられている。ニネヴェはセンナケリブ王の時代、アッシリア帝国の首都であった。ニネヴェが初めてボッタ（Botta）とレヤード（Layard）によって発掘調査されるのはこの角柱の発見から10年以上後のことである。角柱は1846年までイラクにあり、1835年に25歳のヘンリー・ローリンソンによってpaper squeeze（濡らした濾紙を碑文に圧しつけて作る反転コピー）が作られ、また1845年にピエール・ヴィクトリアン・ロッタンによって石膏型が作成された。オリジナルはその後失われたと考えられていたが、1855年にテイラー大佐の未亡人から大英博物館が購入した（テイラー大佐は恐らくジョン・ジョージ・テイラーの父である。彼も著名なアッシリアに関する探検家、および考古学者となった
。）

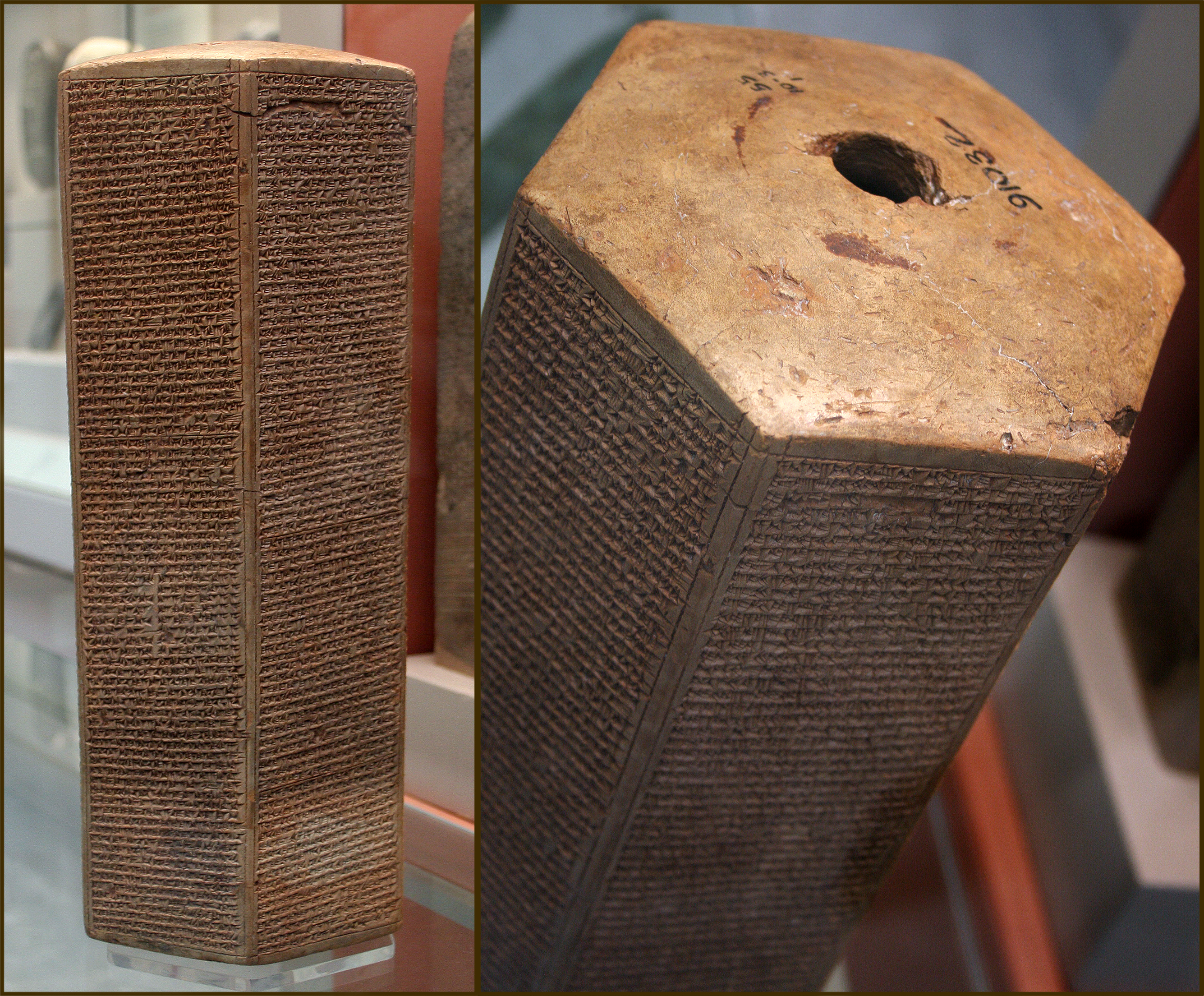
テイラーの角柱の全体像ならびにクローズアップ。大英博物館。

センナケリブの角柱（Sennacherib Prism）として知られる角柱からこの文書の別バージョンが見つかっている。これは現在東洋研究所（Oriental Institute）にある。これはシカゴのシカゴ東洋研究所のためにジェームズ・ヘンリー・ブレステッドによって1919年、バグダードの古物商から購入された。イェルサレムの角柱はイスラエル博物館が1970年にサザビーズオークションで取得した。イェルサレムの角柱の碑文が公刊されたのは1990年になってからである。
これら3つの完本の碑文はほぼ同一であるが僅かな違いがあり、角柱に残された日付から制作時期に16か月の間が空いていることがわかる（テイラーおよびイェルサレムの角柱は前691年、東洋研究所の角柱は前689年）。また、この文書の一部が残されている少なくとも8つの角柱断片があり、全て大英博物館に収蔵されている。これらの断片の大部分は数行程度しか残されていない。
東洋研究所の角柱はダニエル・デーヴィッド・ラッケンビルによって翻訳された。アッカド語原文は英訳と共に彼の著作『The Annals of Sennacherib』（University of Chicago Press, 1924）に掲載されている。

## 年代記の重要性

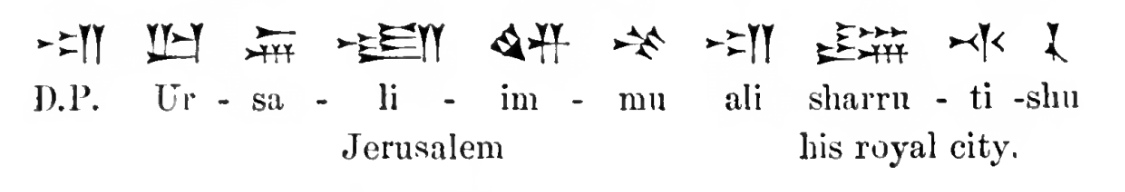
角柱上に記されたイェルサレムの文字。

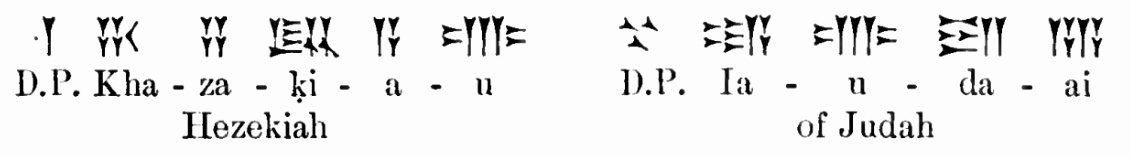
角柱上に記されたユダ王ヒゼキヤの文字。

この年代記はセンナケリブが彼のイスラエル王国とユダ王国に対する遠征について残した記録のなかで、現在までに発見されている3点のうちの1つであり、この出来事について『旧約聖書』「列王記」とは異なる視点の情報を提供している。
『旧約聖書』のいくつかの句（「列王記」18章-19章）の記録は、少なくともセンナケリブの年代記のいくつかの記録と一致している。『旧約聖書』にはアッシリアによるサマリア攻撃成功、その結果としての人々の追放が語られており、また後にはラキシュへの攻撃がヒゼキヤの和平の求めによって終わったこと、和平に際してセンナケリブが300タラントンの銀と30タラントンの金を要求し、ヒゼキヤが宮殿とイェルサレム神殿にある全ての銀と、金で覆われた神殿の扉と側柱（doorposts）をセンナケリブに引き渡したことが記録されている。これに対して、テイラーの角柱では城壁で囲われた46の都市と数えきれないほどの小集落がアッシリア軍によって征服され、200,150人の人々と家畜がその土地を追われたこと、征服された土地は返還されることはなくペリシテ人の3人の王に分けられたことが宣言されている。加えて、センナケリブの年代記では、センナケリブの包囲によってヒゼキヤが「籠の鳥のように」イェルサレムに閉じ込められると、ヒゼキヤの傭兵たちと「アラブ人」は彼を見捨て、ヒゼキヤは最終的にセンナケリブにアンチモン、宝石、象牙をはめ込んだ家具、自分の娘、ハレム、演奏家たちを引きわたさざるを得なくなったと述べられている。そしてヒゼキヤは属王となったとされている。
「我が権威の前に服従せざる者、ユダの王ヒゼキヤについて、余は我が破城槌をもって戦いに望み、多くの小都市と共に46の要塞化された彼の都市を包囲し占領した...余は200,150人の人々を老いも若きも、男も女も捕らえ、ウマ、ラバ、ロバ、ラクダ、ウシ、ヒツジなど大量の動物たちも捕らえた。ヒゼキヤについては、余は彼を、彼の王都イェルサレムに籠の鳥の如く閉じ込めた。それから余は彼の周囲に城塞群を築き、何者もイェルサレムの市門を出ることを許さなかった。余が占領した彼の町々は、アシュドドの王ミティンティ、エクロンの支配者パディ（Padi）、ガザの王シリ・ベル（Silli-bel）に与えた。」
その後、ヒゼキヤの貢納について言及されているが、センナケリブによるイェルサレム占領については何も言及がない。